# Jorge Buxadé Villalba

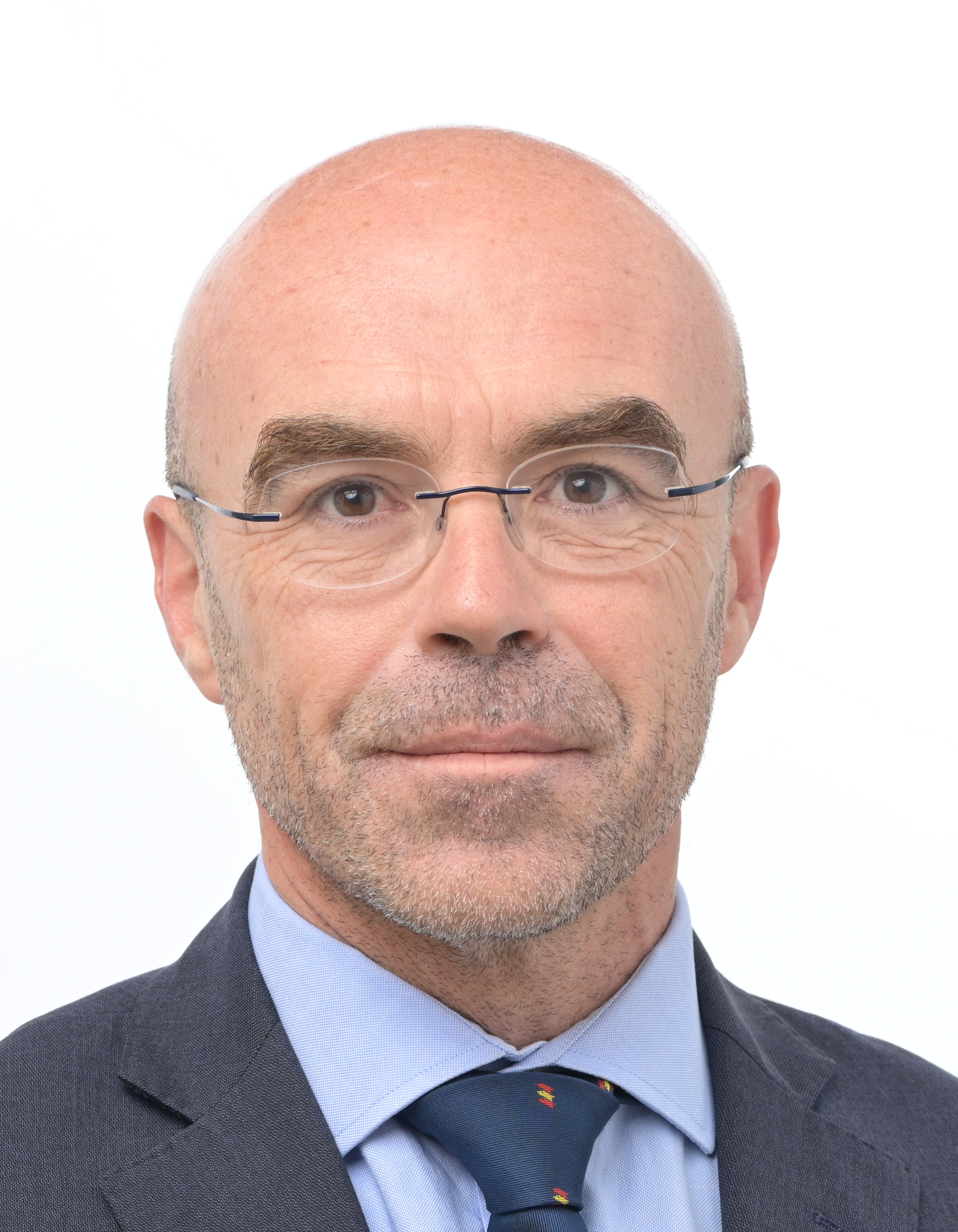
Jorge Buxadé Villalba (2024)

Jorge Buxadé Villalba (geboren am 16. Juni 1975 in Barcelona) ist ein spanischer Rechtsanwalt und Politiker (Vox).

## Leben
Villalba wurde bei den Wahlen zum Europäischen Parlament 2019 in Spanien zum Mitglied des Europäischen Parlaments gewählt und ist seit Februar 2020 Sprecher von Vox. Er ist Mitglied der nationalkonservativen Partei Vox und war zuvor zwischen 2004 und 2014 für die Volkspartei tätig. 1995 kandidierte er als Mitglied der Falange Española de las JONS erfolglos für die katalanischen Parlamentswahlen, und 1996 stand er auf Platz 8 der Liste der Falange Auténtica für Barcelona bei den spanischen Parlamentswahlen. Nachdem er bei der Europawahl 2024 wiedergewählt wurde, ist er in der 10. Legislaturperiode (2024–2029) Mitglied im Vorstand seiner Fraktion Patrioten für Europa, zudem Mitglied im Ausschuss für Umweltfragen, öffentliche Gesundheit und Lebensmittelsicherheit und im Ausschuss für bürgerliche Freiheiten, Justiz und Inneres sowie stellvertretendes Mitglied im Unterausschuss für Sicherheit und Verteidigung.

## Politische Ansichten

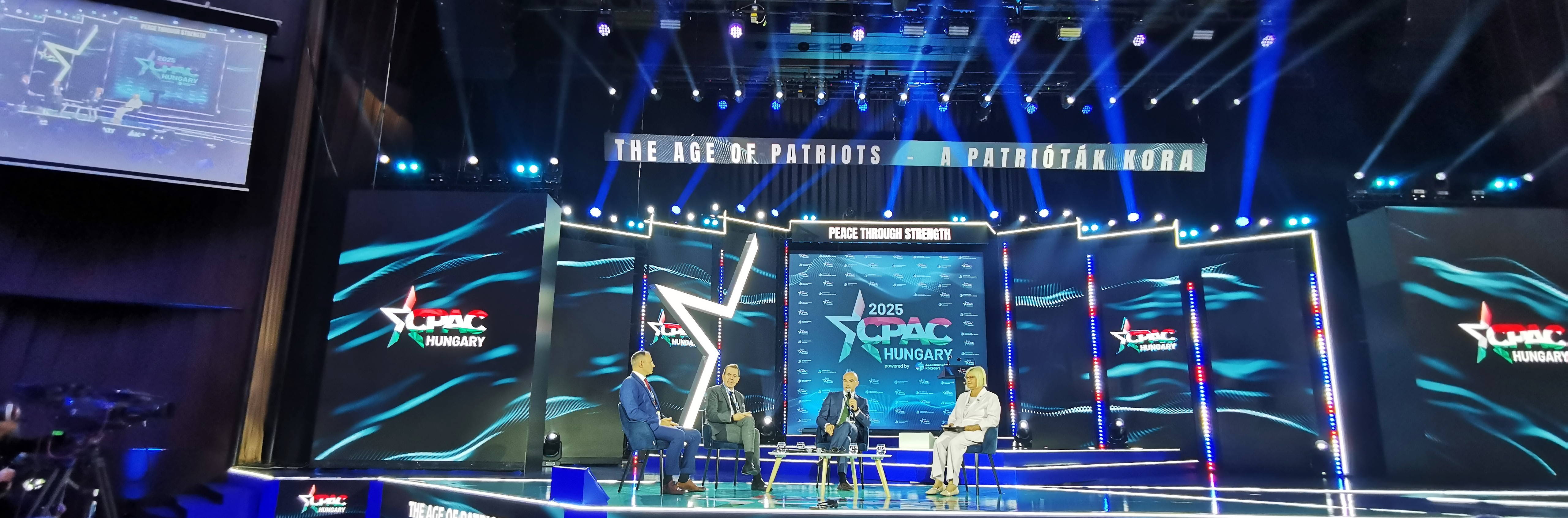
At CPAC Hungary 2025

Buxadé ist der Präsident des Foro Catalán de la Familia, einer konservativen Organisation. Er schreibt regelmäßig für seinen eigenen Blog Lo antiguo es lo nuevo.
Er ist gegen die Unabhängigkeit seiner Heimat Katalonien und ist Mitglied und Mitbegründer von sezessionsfeindlichen Organisationen wie der Societat Civil Catalana und der Fundación Joan Boscà.
Jorge Buxadé Villalba ist ein bekennender Bewunderer von José Antonio Primo de Rivera, dem Gründer der spanischen Falange. Im September 2012 bezeichnete er José Antonio und Ernesto Giménez Caballero, einen der Ideologen des Faschismus in Spanien, als „zwei überlegene Seelen“. In demselben Artikel, der in seinem Blog veröffentlicht wurde, verurteilt er die Verfassung von 1978, die nach dem Ende des Franco-Regimes verabschiedet wurde. Er wurde auch direkt mit dem rechtsextremen Blog Dolça Catalunya in Verbindung gebracht, der antikatalanistische, ultrakatholische und diskriminierende Spottartikel enthält.
Buxadé ist Mitglied des Madrider Forums, eines von Vox organisierten internationalen Zusammenschlusses von rechtsgerichteten und rechtsextremen Personen.